# Jisoo
Kim Ji-soo (hangul: 김지수; hanja: 金智秀; rr: Gim Ji-su; MR: Kim Chisu; Gunpo, 3 de janeiro de 1995), conhecida mononimamente como Jisoo (hangul: 지수), é uma cantora e atriz sul-coreana. Ela é integrante do girl group sul-coreano Blackpink, formado pela YG Entertainment, em agosto de 2016. Fora de sua carreira musical, ela fez sua estreia como atriz com uma participação especial na série de 2015 The Producers e desempenhou seu primeiro papel principal na série da JTBC Snowdrop (2021–22).
Jisoo fez sua estreia solo com o single álbum Me em março de 2023. O álbum estreou em primeiro lugar na Circle Album Chart com 1,03 milhão de cópias vendidas em menos de dois dias, tornando-se o álbum mais vendido de todos os tempos de uma solista feminina na Coreia do Sul e o primeiro a vender mais de um milhão de cópias. Seu single principal "Flower" foi um sucesso comercial, alcançando a posição número dois na Billboard Global 200 e na Circle Digital Chart e se tornando a canção de maior sucesso de uma solista coreana na Canadian Hot 100 e o UK Singles Chart. Após fundar sua própria gravadora, Blissoo, em 2024 e assinar com a Warner Records em 2025, ela lançou o EP Amortage e seu single "Earthquake", que se tornou seu primeiro número um na parada Billboard World Digital Songs dos EUA.
Jisoo recebeu vários prêmios ao longo de sua carreira, incluindo dois Golden Disc Awards, três MAMA Awards, um Circle Chart Music Award e o Seoul International Drama Award de Melhor Atriz Coreana. Ela é a atriz coreana mais seguida no Instagram e foi reconhecida por seu impacto na moda como embaixadora global da Dior.

## Vida e carreira

### 1995–2015: Início da vida e início de carreira
Jisoo nasceu em 3 de janeiro de 1995 em Gunpo, Gyeonggi, na Coreia do Sul. Ela tem um irmão e uma irmã mais velhos. Quando criança, ela jogava basquete e praticava taekwondo. Ela sonhava em se tornar pintora e escritora. Ela era fã do grupo masculino coreano TVXQ. Jisoo cursou o ensino médio na School of Performing Arts Seoul; no 11º ano, ela ingressou em um clube de teatro da escola e ganhou mais experiência na indústria do entretenimento participando de testes. Antes de estrear, Jisoo morava com seus pais, irmãos e avós. Além de seu coreano nativo, Jisoo também aprendeu a falar chinês e japonês.
Em 2011, Jisoo se juntou à YG Entertainment como estagiária depois de passar nas audições. Em outubro de 2014, ela apareceu no videoclipe de Epik High para "Spoiler + Happen Ending" como uma garota de coração partido. No mesmo ano, ela estrelou o videoclipe de Hi Suhyun para "I'm Different" como namorada de Bobby. Em 2015, Jisoo fez uma participação especial no drama da KBS2 The Producers com colegas de gravadora Sandara Park de 2NE1 e Kang Seung-yoon de Winner.

### 2016–2022: Estreia com Blackpink, empreendimentos solo e atuação

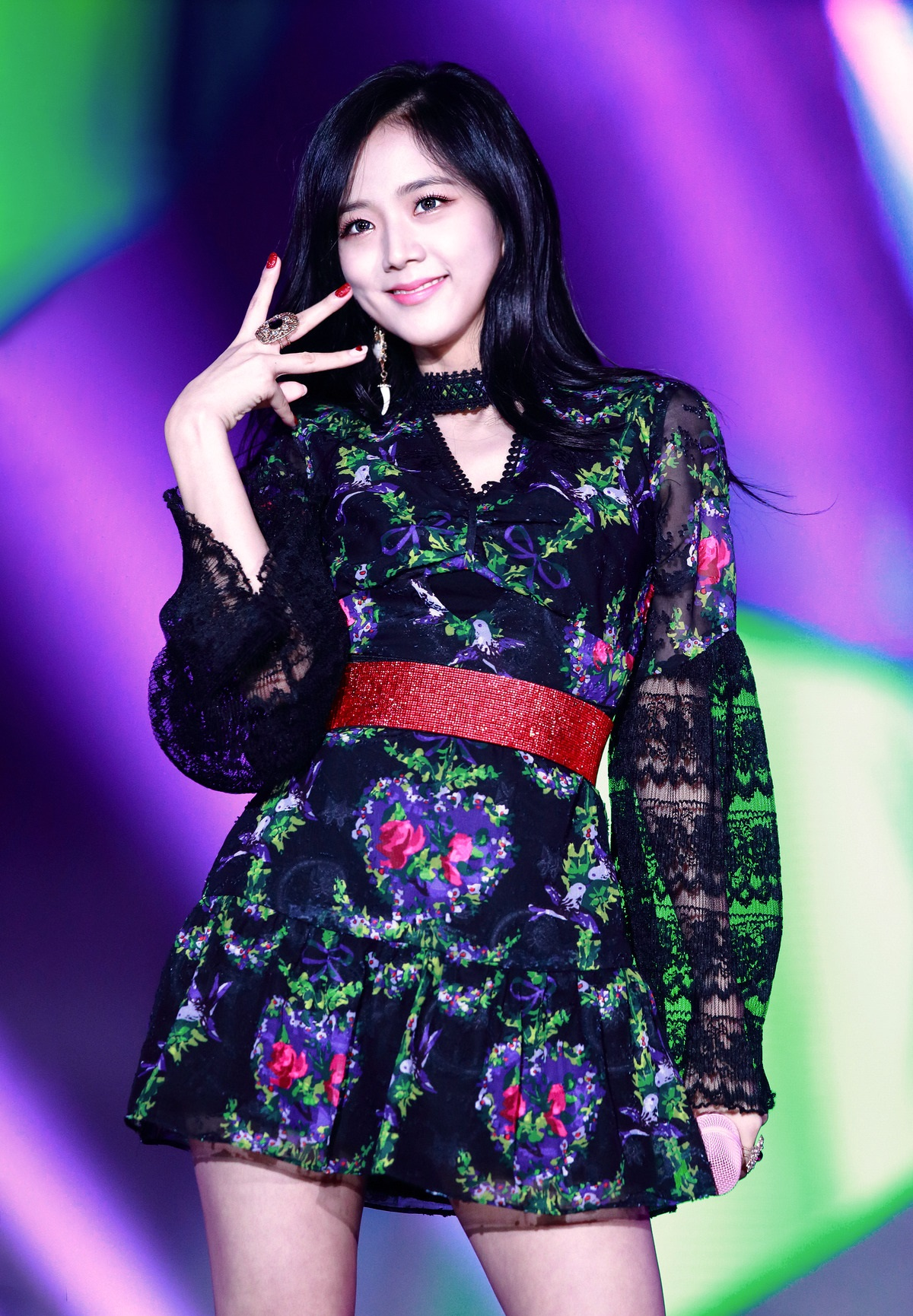
Jisoo no Korea Music Festival, apresentando "As If It's Your Last" em outubro de 2017.

Jisoo estreou como uma das quatro integrantes do girl group Blackpink em 8 de agosto de 2016, ao lado de Jennie, Rosé e Lisa. O single álbum de estreia do grupo Square One apresentou os singles "Whistle", que liderou as paradas na Coreia do Sul, e "Boombayah". Em 2018, Blackpink assinou com a Interscope Records em uma parceria global com a YG Entertainment.
De 2017 a 2018, Jisoo se juntou ao Inkigayo como apresentadora ao lado de Jinyoung do Got7 e Doyoung do NCT. Ela se aventurou a atuar pela primeira vez em 2019 com uma breve aparição no drama de fantasia da TvN Arthdal Chronicles como o interesse amoroso de Song Joong-ki. Em junho de 2020, o estilo de Jisoo nos teasers do single "How You Like That" de Blackpink se tornou viral nas redes sociais. Celebridades e influenciadores da Coreia do Sul, China, Tailândia e Vietnã replicaram seu “penteado com dois laços” e maquiagem, que a própria Jisoo criou. Seu "estilo de pontos", uma ideia de maquiagem que ela criou, se tornou tendência em plataformas de mídia social como Instagram para promover o desafio entre os fãs estrangeiros. Jisoo participou como escritora de "Lovesick Girls", o terceiro single do primeiro álbum de estúdio de Blackpink The Album (2020).
Em 2021, Jisoo teve seu primeiro papel principal na série de televisão da JTBC Snowdrop, dirigida pelo escritor de Sky Castle, Yoo Hyun-mi, e pelo diretor Jo Hyun-tak. Ela interpretou uma caloura de faculdade, Eun Yeong-ro, que é mantida refém por seu interesse amoroso Lim Soo-ho, um agente norte-coreano interpretado por Jung Hae-in. A série ficou em primeiro lugar no Disney+ em quatro dos cinco países em que foi disponibilizado, incluindo a Coreia do Sul. Em setembro de 2022, Jisoo foi premiada como Melhor Atriz Coreana no Seoul International Drama Awards por seu papel em Snowdrop.
Jisoo contribuiu com créditos de composição mais uma vez para "Yeah Yeah Yeah", a quarta faixa do segundo álbum de estúdio de Blackpink, Born Pink (2022).

### 2023–presente: Estreia solo comMe, popularidade crescente e estreia no cinema

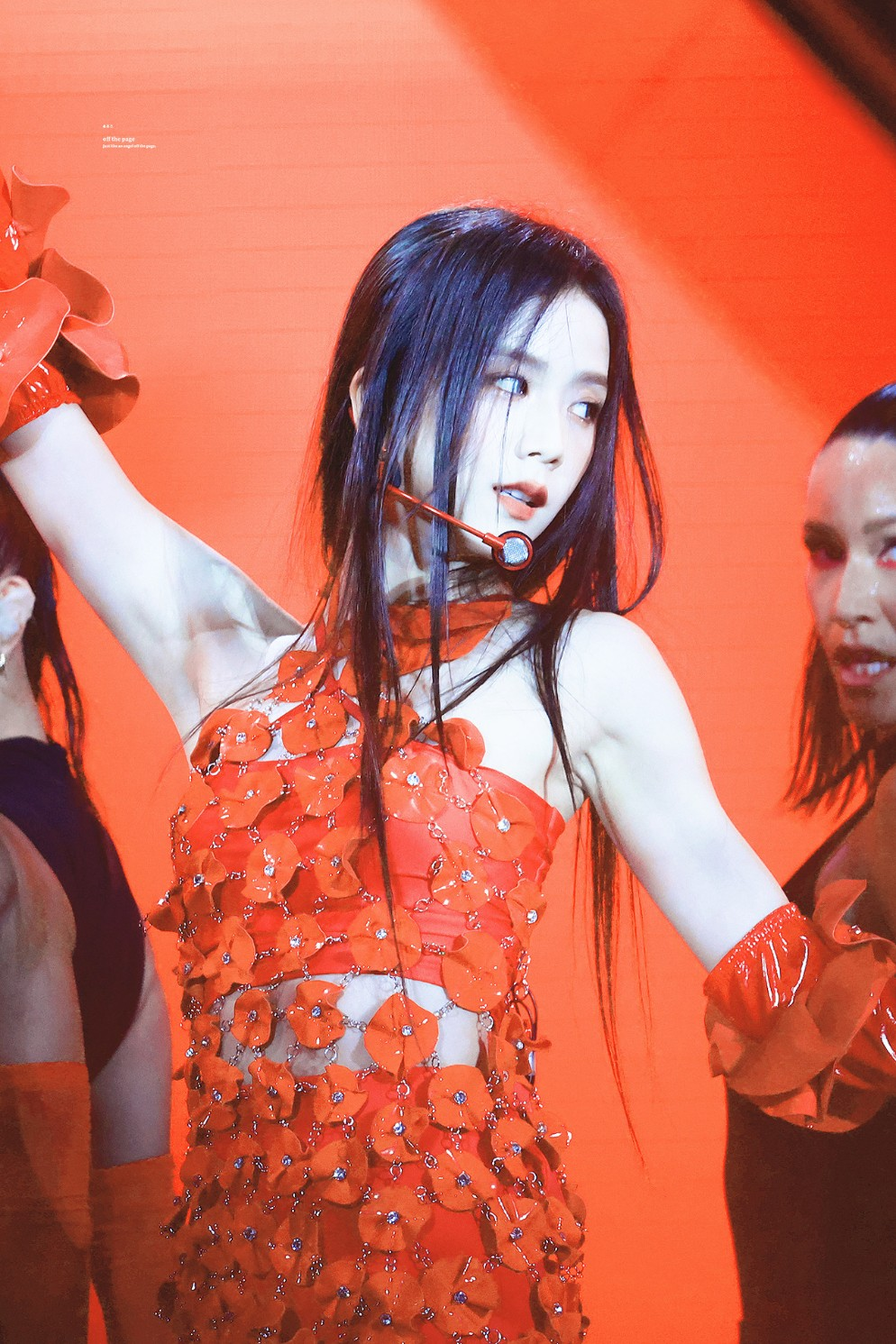
Jisoo apresentando "Flower" no Coachella 2023.

Em 2 de janeiro de 2023, a YG Entertainment anunciou que Jisoo estrearia como artista solo ainda naquele ano e estava em processo de gravação de músicas para seu álbum. Em 21 de fevereiro, sua gravadora revelou que as filmagens de seu videoclipe estavam em andamento em um local ultrassecreto no exterior, com o maior orçamento de produção já investido em um videoclipe do Blackpink. O single álbum de Jisoo Me foi lançado em 31 de março de 2023, contendo o single principal "Flower" e a faixa lado b "All Eyes on Me".
Me estreou em primeiro lugar na Circle Album Chart com 1,03 milhão de cópias vendidas na primeira semana de lançamento. Ele quebrou o recorde de álbum mais vendido de uma solista feminina de K-pop e se tornou o primeiro a vender um milhão de cópias na história. O single principal "Flower" foi um sucesso comercial na Coreia do Sul, alcançando a segunda posição na Circle Digital Chart e permanecendo entre o top dez por 12 semanas. Internacionalmente, a canção estreou em segundo lugar na Billboard Global 200 e ganhou o terceiro maior início de streaming para a faixa de estreia de um artista na história da parada. Também se tornou a canção de maior pico de uma solista coreana nas paradas Canadian Hot 100 e UK Singles Chart. Jisoo promoveu "Flower" apresentando-a no Inkigayo da SBS e alcançou nove vitórias em programas musicais em programas de música a cabo sul-coreanos, incluindo Tríplice Coroa no Inkigayo e Show Champion. Ela apresentou a canção durante os shows principais do Blackpink no Coachella em abril e no BST Hyde Park em julho.
Jisoo fez uma aparição especial como uma fada tradicional coreana no filme Dr. Cheon and Lost Talisman, que foi lançado em 27 de setembro de 2023. Foi anunciado em 31 de agosto que Jisoo foi escalada para o papel principal ao lado de Park Jeong-min na nova série de televisão da Coupang Play, Influenza, um drama sobre um surto de zumbis escrito por Han Jin-won, o escritor de Parasita, e Ji Ho-jin e dirigido por Yoon Seong-hyun. A YG Entertainment divulgou um comunicado informando que está pensando em aparecer na série e é um dos trabalhos que foram propostos e estão sendo avaliados pela atriz; mais tarde, Jisoo confirmou seu envolvimento no show. Jisoo também fará sua estreia no cinema na adaptação cinematográfica do webtoon Omniscient Readers Viewpoint, do qual ela é considerada fã. Ela estrelará seu primeiro papel principal no cinema como Lee Ji-hye ao lado do ator Lee Min-ho. As filmagens em grande escala começarão em dezembro.
Em 22 de novembro de 2023, Jisoo foi investida pelo Rei Carlos III como Membro Honorária da Ordem do Império Britânico (MBE) ao lado de suas companheiras de grupo durante uma investidura especial no Palácio de Buckingham que também contou com a presença do Presidente da Coreia do Sul Yoon Suk-yeol. Em 5 de dezembro, a YG Entertainment anunciou que Jisoo junto com as outras integrantes do Blackpink renovaram seus contratos para atividades em grupo e que os contratos individuais das integrantes ainda estavam em discussão. A YG Entertainment posteriormente confirmou em 29 de dezembro que Jisoo e as outras integrantes do Blackpink concordaram em não prosseguir com o contrato com a gravadora para atividades individuais.

## Impacto

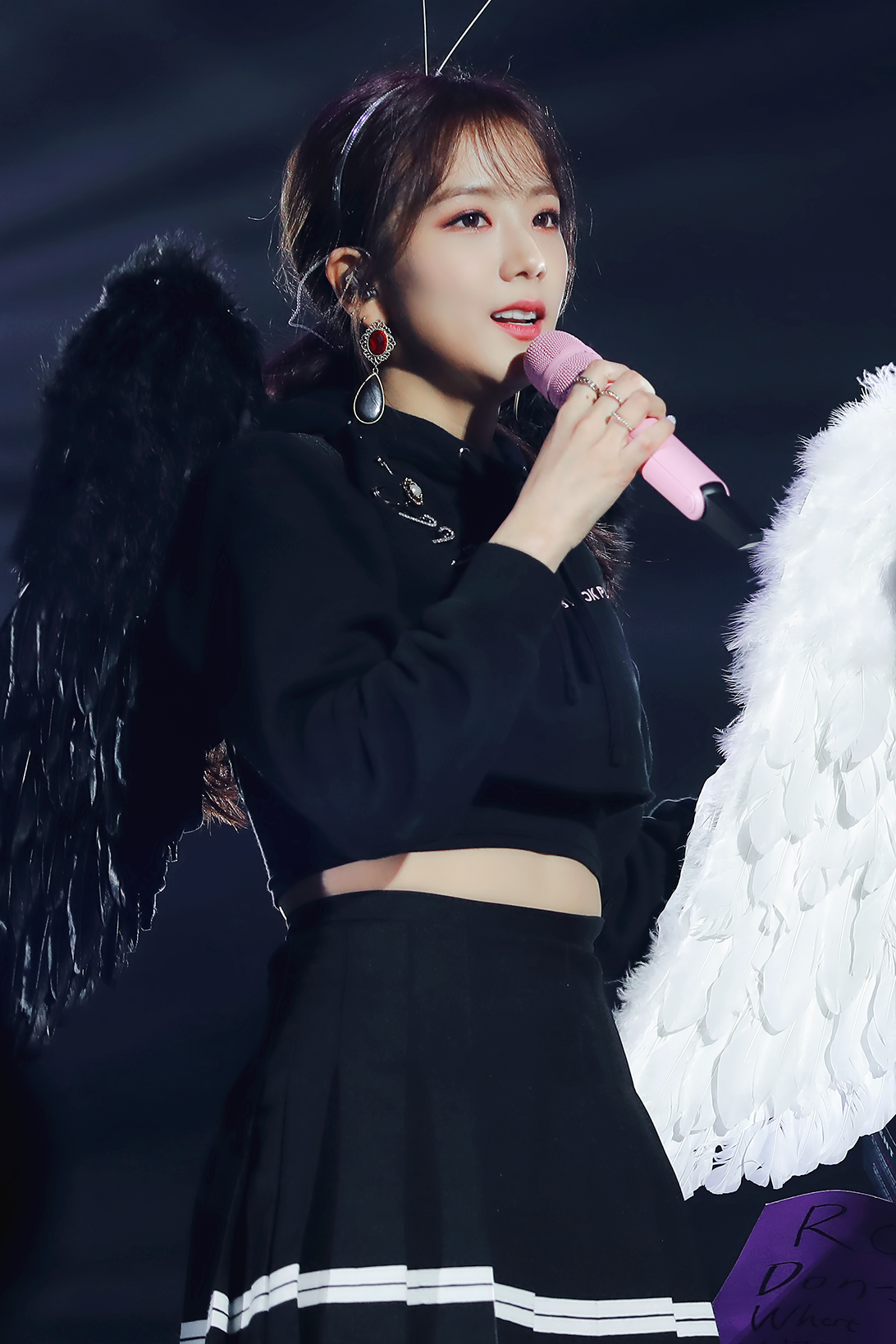
Jisoo em uma apresentação em Sydney em junho de 2019

Jisoo foi classificada como o 10º ídolo de K-pop mais popular em 2018 e 17º em 2019 em pesquisas anuais conduzidas pela Gallup Korea. Em 2019, ela foi classificada como a sexta ídolo feminina mais popular do K-pop em uma pesquisa com soldados que prestavam serviço militar obrigatório na Coreia do Sul. Durante o mesmo ano, Jisoo foi a única das duas cantoras coreanas adicionadas à lista BoF 500, um “índice profissional definitivo” de pessoas que moldam a indústria da moda de US$ 2,4 trilhões. Em dezembro de 2022, Time reconheceu Jisoo como a atriz coreana mais seguida no Instagram, com mais de 66 milhões de seguidores na época. Ela também é o terceiro ídolo de K-pop mais seguido, atrás das colegas de grupo Lisa e Jennie, alcançando 76,7 milhões de seguidores na plataforma em dezembro de 2023.
Jisoo foi incluída no ranking das dez principais celebridades e influenciadores que lideram o mundo dos cosméticos nos primeiros cinco meses de 2020. Women's Wear Daily, um jornal comercial da indústria da moda, revelou que Jisoo liderou o ranking em engajamento médio por postagem, seguida por Rihanna e Kylie Jenner. Ela ficou em 7º lugar na classificação geral, apesar de ter o menor número de postagens, com apenas 12 no total. Jisoo era a única do Leste Asiático na lista.
Jisoo foi classificada em primeiro lugar na reputação da marca pessoal de grupos femininos, criado pelo Korea Enterprise Research Institute para medir a análise de dados de marcas seguidas com o hábito online dos consumidores, com impacto significativo no consumo e no interesse da marca. O diretor do Instituto de Pesquisa da Língua Coreana, Lim Seong-sun, observou que a onda coreana na comunidade global estava destruindo rapidamente o domínio cultural ocidental convencional, nomeando Jisoo e Jungkook como padrões de beleza mundial sobre os atores Olivia Hussey e James Dean.
Em 2020, o aumento nas vendas da Dior durante a pandemia de COVID-19 na Coreia do Sul também foi atribuído a uma campanha de marketing com cantores pop coreanos, incluindo Jisoo. Ela apareceu em promoções da nova bolsa Bobby da Dior ao lado de outros influenciadores proeminentes, como Chiara Ferragni e Kat Graham. Na vitrine da coleção Primavera/Verão 2021 da marca, Jisoo chamou a atenção como representante coreana. Sua presença no showcase rendeu à Dior o posto de maior audiência, com média de 33% MIV, desde seu show no outono de 2020. Em março de 2021, a diretora criativa Maria Grazia Chiuri revelou que a coleção Outono/Inverno 2021 da Dior foi inspirada em Jisoo. Também foi revelado que um dos dez tons do protetor labial Dior Addict Lip Glow, #025 Seoul Scarlet, foi inspirado em mulheres coreanas como Jisoo.

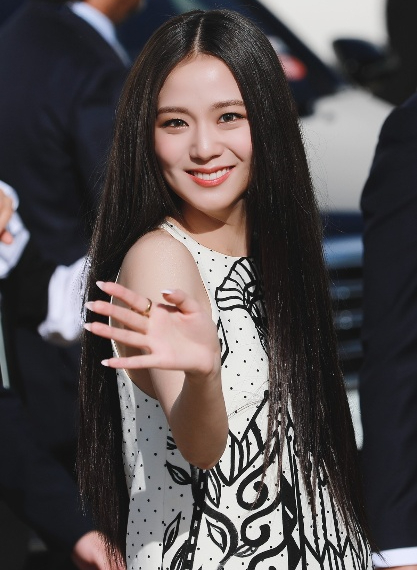
Jisoo na Dior Outono 2021

Sua participação no desfile da coleção Dior Primavera/Verão 2022 gerou buzz dentro e fora do Jardins das Tulherias. Jisoo se tornou a figura pública que gerou maior valor de impacto na mídia durante a Paris Fashion Week, com quatro fotos em seu Instagram pessoal avaliadas em US$ 1,84 milhão. Além disso, ela foi a principal celebridade do MIV da Dior, ganhando US$ 15,7 milhões do total de US$ 39,1 milhões gerados com apenas duas postagens. Em março, ela gerou o maior valor de impacto na mídia para uma postagem nas redes sociais durante o desfile de moda outono/inverno 2022 da Dior na Paris Fashion Week, com uma foto avaliada em US$ 1,74 milhão.
Em março de 2021, a classificação do aplicativo KartRider Rush+ aumentou para o 11º lugar após o anúncio da cooperação de design com Jisoo. A colaboração da qual ela participou também recebeu uma resposta positiva dos usuários.

### Filantropia
Em 3 de janeiro de 2023, seu aniversário de 28 anos, Jisoo criou seu canal pessoal no YouTube chamado 'Happy Jisoo 103%'. Ela expressou que os lucros de seu canal recém-criado serão doados para instituições de caridade.

## Endossos e moda
Antes de sua estreia no Blackpink, Jisoo apareceu em anúncios da Samsonite, Smart Uniform, LG Electronics e Nikon. Em setembro de 2018, Jisoo e sua colega de grupo Rosé tornaram-se modelos de endosso da marca japonesa de cosméticos Kiss Me. Em fevereiro de 2021, a marca de roupas coreana It Michaa selecionou Jisoo como musa para sua coleção Primavera 2021. Ela também foi indicada para a campanha de Verão de 2021 na linha It Michaa, For a Day Michaa. Em agosto de 2021, Jisoo foi escolhida como porta-voz da marca coreana de shorts CELEBe. Em março de 2022, Jisoo se tornou a embaixadora da marca do jogo MapleStory da Nexon, tornando-a a segunda embaixadora depois do arqueiro olímpico Kim Je-deok. Em dezembro de 2023, Dyson selecionou Jisoo como embaixadora oficial da marca como representante dos novos produtos para os cabelos da Dyson. Então, em janeiro de 2024, um varejista americano de roupas esportivas Alo Yoga, anunciou Jisoo como o novo rosto de sua campanha da Primavera de 2024, que atendeu ao valor de Jisoo em termos de bem-estar e saúde por meio de ioga e pilates.

### Dior

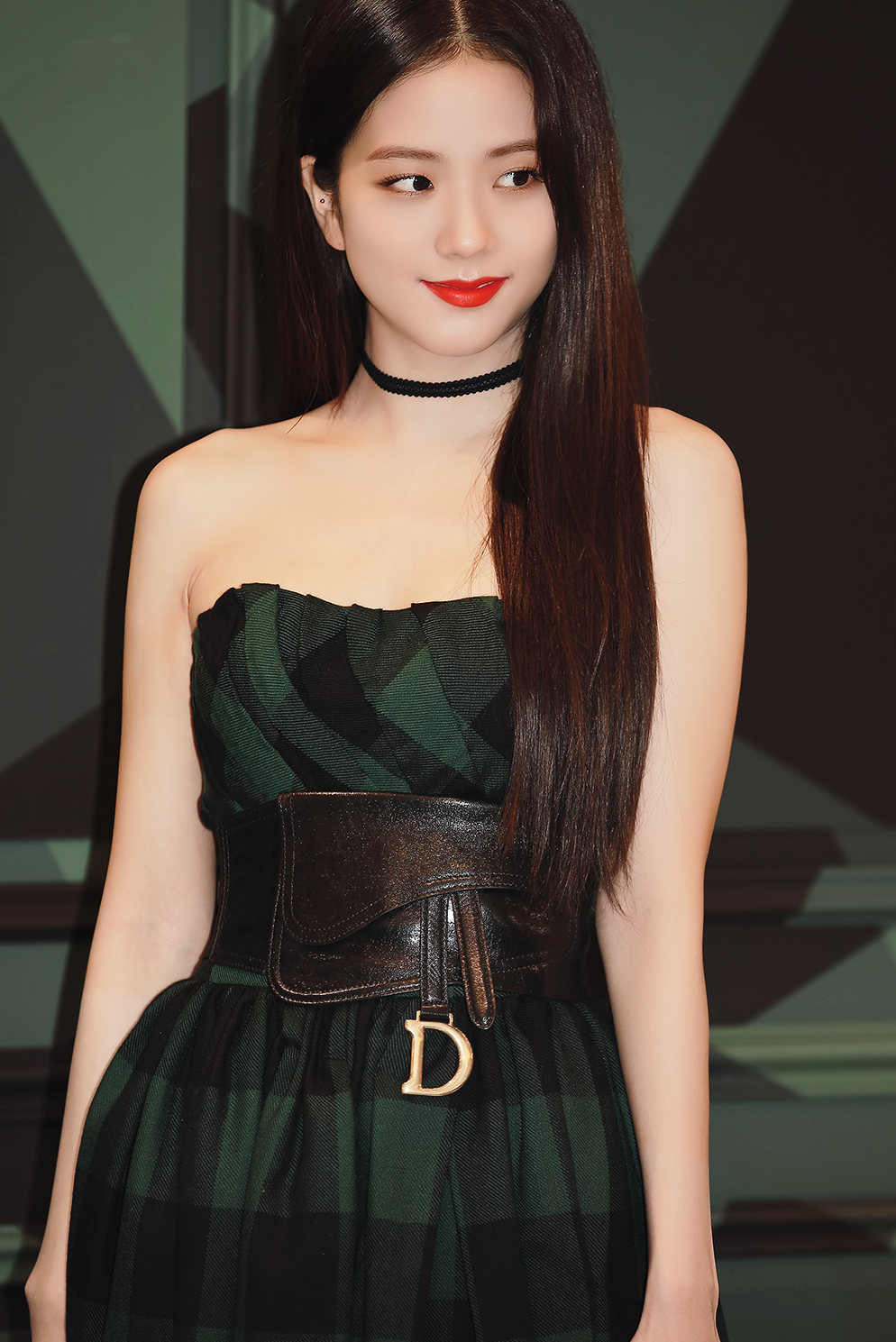
Jisoo no evento de inauguração da Dior Pop-Up Store em 2019.

Em dezembro de 2019, Jisoo tornou-se embaixadora local da marca de cosméticos da Dior, Dior Beauty. No verão seguinte, Jisoo foi recrutada para ser a musa da Dior modelado para a coleção Outono/Inverno 2020 da Dior. Em setembro de 2020, Jisoo cobriu a 155ª edição de 2020 da Dazed Korea, onde discutiu seu trabalho com a Dior. Em dezembro de 2020, Jisoo foi fotografada com as bolsas Lady Dior e D'Lite na coleção Cruise 2020–2021 da Dior.
Em janeiro de 2021, a "Dior Forever Skin Glow Cushion" da Dior Beauty, endossada por Jisoo, foi lançada exclusivamente na Coreia. Ela também divulgou a coleção Primavera/Verão da marca, usando a bolsa Caro da Dior. Em março seguinte, Jisoo consolidou sua parceria de longo prazo com a Dior quando a anunciaram como sua nova embaixadora global, ao lado de Natalie Portman e Cara Delevingne. Jisoo embarcou em seu primeiro projeto de colaboração com a marca, liderando as campanhas Dior Fall '21 e Dior Vespa como estrela da capa da revista Elle de junho, que chegou às lojas em quatro países – Hong Kong, Tailândia, Singapura e Índia. Jisoo modelou o recém-lançado protetor labial da Dior, Dior Addict Lip Glow, para a série Dior Beauty.
Em junho de 2021, Jisoo participou do show Dior Resort 2022 no Panathenaic Stadium da Grécia, usando vestido de linho todo branco da diretora criativa Maria Grazia Chiuri. Em setembro de 2021, Jisoo participou do desfile de moda feminina primavera/verão 2022 da Dior, realizado durante a Paris Fashion Week no Jardins das Tulherias. Ela sentou-se na primeira fila, ao lado do presidente e CEO da Dior, Pietro Beccari. Antes do desfile, sua viagem a Paris foi documentada nas redes sociais da Dior, mostrando momentos que vão desde sua visita aos ateliês da casa e a inspiração da coleção Primavera/Verão 2022 até os arquivos de Lady Dior, em homenagem à Princesa Diana.
Em fevereiro de 2022, Jisoo se tornou o rosto da coleção de batons Addict da Dior junto com as colegas embaixadores Anya Taylor-Joy e Sharon Alexie. Em homenagem ao seu 28º aniversário, a Dior lançou um novo tom de gloss, "031 Strawberry".

### Cartier

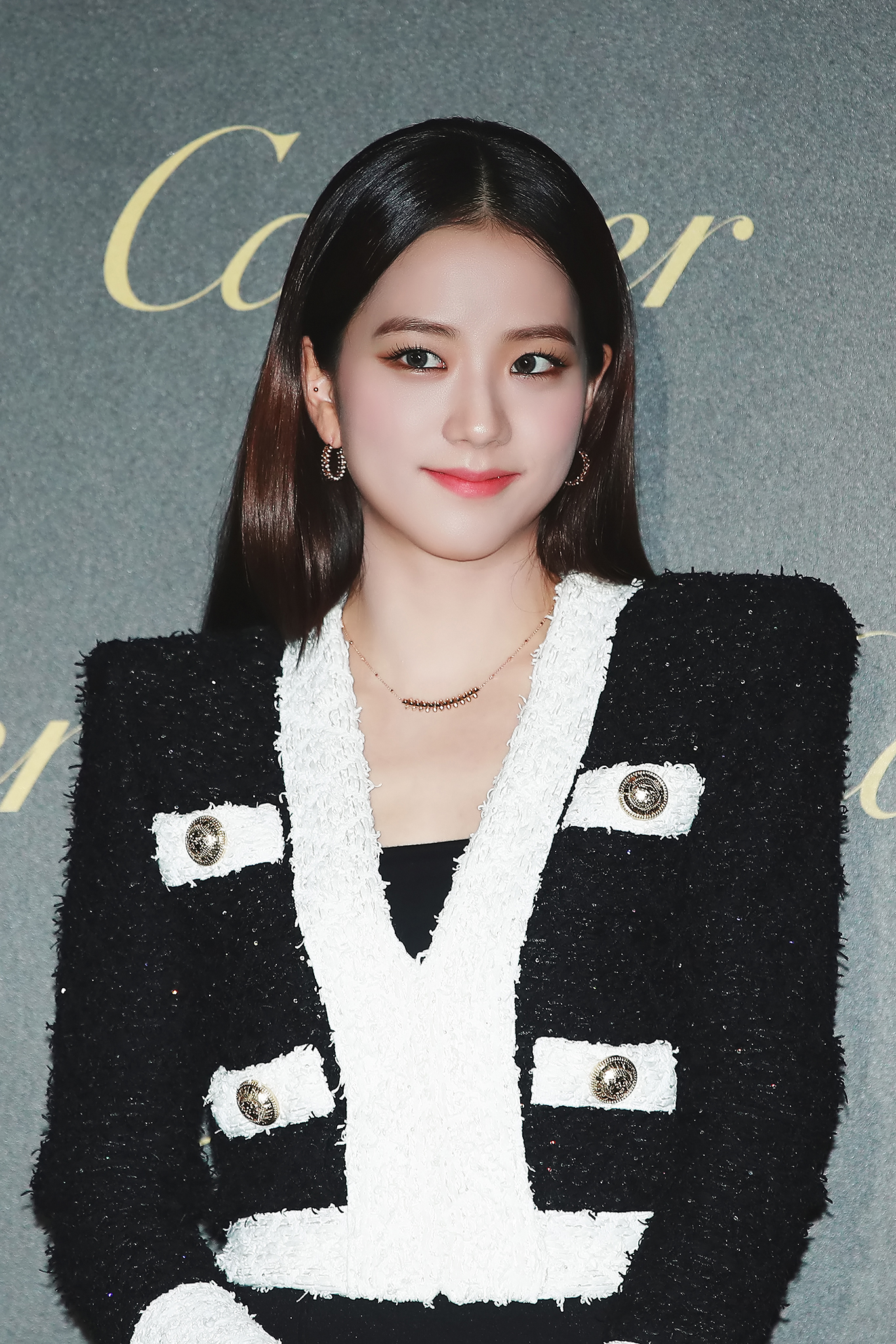
Jisoo no evento da Cartier em Seul, em setembro de 2019.

Em setembro de 2020, Jisoo foi apontada como modelo principal do Pasha de Cartier de Cartier. Em 25 de maio de 2022, Cartier anunciou Jisoo como embaixadora da marca juntando-se à comunidade Panthère de Cartier que inclui Annabelle Wallis, Ella Balinska, Chang Chen, Mariacarla Boscono e Yasmine Sabri.

### Colaborações
Em fevereiro de 2021, Line Friends anunciou Jisoo como sua parceira exclusiva para criar um personagem no jogo para celular KartRider Rush+, que seria lançado em 19 de março de 2021. Ela mesma esboçou pessoalmente os itens e a ideia do personagem. Seus itens incluíam Chichi, um coelho inspirado no apelido de Jisoo de "Tartaruga Coelho Kim" entre os fãs, e Dalgom, também o nome de seu animal de estimação. Tanto Chichi quanto Dalgom foram desenvolvidos em adesivos na plataforma Line Messenger.

## Discografia

### Extended plays
| Título   | Detalhes | Melhores posições nas paradas | Melhores posições nas paradas | Melhores posições nas paradas | Melhores posições nas paradas | Vendas | Certificações |
| Título   | Detalhes | COR                           | HUN                           | JAP                           | JAP Cmb.                      | Vendas | Certificações |
| -------- | --- | ----------------------------- | ----------------------------- | ----------------------------- | ----------------------------- | ------ | ------------- |
| Amortage | - Lançamento: 14 de fevereiro de 2025 - Gravadora: Blissoo, Warner - Formato: CD, LP, Kit, NFC, download digital, streaming | 1                             | 39                            | 50                            | —                             | —      | —             |

### Singleálbuns
| Título | Detalhes | Melhores posições nas paradas | Melhores posições nas paradas | Melhores posições nas paradas | Melhores posições nas paradas | Vendas                  | Certificações |
| Título | Detalhes | COR                           | HUN                           | JAP                           | JAP Cmb.                      | Vendas                  | Certificações |
| ------ | --- | ----------------------------- | ----------------------------- | ----------------------------- | ----------------------------- | ----------------------- | ------------- |
| Me     | - Lançamento: 31 de março de 2023 - Gravadora: YG, Interscope - Formato: CD, LP, download digital, streaming | 1                             | 2                             | 24                            | 46                            | - : 1,542,205 - : 1,960 | - : Milhão    |

### Singles
| Ano                                                                                       | Cancão        | Melhores posições nas paradas | Melhores posições nas paradas | Melhores posições nas paradas | Melhores posições nas paradas | Melhores posições nas paradas | Melhores posições nas paradas | Melhores posições nas paradas | Melhores posições nas paradas | Melhores posições nas paradas | Melhores posições nas paradas | Vendas               | Certificações        | Álbum    |
| Ano                                                                                       | Cancão        | COR                           | AUS                           | CAN                           | HUN                           | NZ                            | SGP                           | UK                            | EUA Bub.                      | VIE                           | WW                            | Vendas               | Certificações        | Álbum    |
| ----------------------------------------------------------------------------------------- | ------------- | ----------------------------- | ----------------------------- | ----------------------------- | ----------------------------- | ----------------------------- | ----------------------------- | ----------------------------- | ----------------------------- | ----------------------------- | ----------------------------- | -------------------- | -------------------- | -------- |
| 2023                                                                                      | "Flower" (꽃) | 2                             | 33                            | 30                            | 4                             | 40                            | 1                             | 38                            | 4                             | 1                             | 2                             | - : 6,000 - : 21,000 | - : Platina - : Ouro | Me       |
| 2025                                                                                      | "Earthquake"  | 41                            | —                             | —                             | —                             | —                             | 9                             | —                             | —                             | —                             | 47                            | —                    | —                    | Amortage |
| "—" denota lançamentos que não entraram nas paradas ou não foram lançados naquela região. |               |                               |                               |                               |                               |                               |                               |                               |                               |                               |                               |                      |                      |          |

### Outras canções nas paradas
| Ano                                                                                       | Canção           | Melhores posições nas paradas | Melhores posições nas paradas | Melhores posições nas paradas | Melhores posições nas paradas | Melhores posições nas paradas | Melhores posições nas paradas | Melhores posições nas paradas | Melhores posições nas paradas | Melhores posições nas paradas | Melhores posições nas paradas | Vendas    | Álbum    |
| Ano                                                                                       | Canção           | COR                           | HUN                           | MAL Songs                     | NZ Hot                        | FIL Songs                     | SGP                           | TWN                           | EUA World                     | VIE                           | WW                            | Vendas    | Álbum    |
| ----------------------------------------------------------------------------------------- | ---------------- | ----------------------------- | ----------------------------- | ----------------------------- | ----------------------------- | ----------------------------- | ----------------------------- | ----------------------------- | ----------------------------- | ----------------------------- | ----------------------------- | --------- | -------- |
| 2023                                                                                      | "All Eyes on Me" | 102                           | 10                            | 8                             | 18                            | 19                            | 11                            | 6                             | 6                             | 6                             | 78                            | - : 3,000 | Me       |
| 2025                                                                                      | "Your Love"      | 197                           | —                             | —                             | 23                            | —                             | —                             | —                             | —                             | —                             | —                             | —         | Amortage |
| 2025                                                                                      | "Tears"          | —                             | —                             | —                             | 39                            | —                             | —                             | —                             | —                             | —                             | —                             | —         | Amortage |
| 2025                                                                                      | "Hugs & Kisses"  | —                             | —                             | —                             | 33                            | —                             | —                             | —                             | —                             | —                             | —                             | —         | Amortage |
| "—" denota lançamentos que não entraram nas paradas ou não foram lançados naquela região. |                  |                               |                               |                               |                               |                               |                               |                               |                               |                               |                               |           |          |

### Créditos de composição
Todos os créditos das músicas são adaptados do banco de dados da Korea Music Copyright Association, salvo indicação em contrário.
| Ano  | Artista   | Canção           | Álbum     | Letrista  | Letrista                          |
| Ano  | Artista   | Canção           | Álbum     | Creditada | Com                               |
| ---- | --------- | ---------------- | --------- | --------- | --------------------------------- |
| 2020 | Blackpink | "Lovesick Girls" | The Album | Yes       | Løren, Danny Chung, Jennie, Teddy |
| 2022 | Blackpink | "Yeah Yeah Yeah" | Born Pink | Yes       | VVN, Kush, Rosé                   |

## Videografia

### Vídeos musicais
| Ano  | Título       | Diretor             | Duração | Ref.    |
| ---- | ------------ | ------------------- | ------- | ------- |
| 2023 | "Flower"     | Han Sa-min          | 3:04    | [ 136 ] |
| 2025 | "Earthquake" | Christian Breslauer | 4:25    | [ 137 ] |
| 2025 | "Your Love"  | —                   | 2:55    | [ 138 ] |

## Filmografia

### Filmes
| Ano  | Título                         | Papel                    | Notas           | Ref.    |
| ---- | ------------------------------ | ------------------------ | --------------- | ------- |
| 2023 | Dr. Cheon and Lost Talisman    | Fada tradicional coreana | Cameo           | [ 139 ] |
| 2025 | Omniscient Reader: The Prophet | Lee Ji-hye               | Papel principal | [ 140 ] |

### Séries de televisão
| Ano       | Título              | Papel          | Notas              | Ref.    |
| --------- | ------------------- | -------------- | ------------------ | ------- |
| 2015      | Os Produtores       | Ela mesma      | Cameo (Episódio 4) | [ 141 ] |
| 2017      | Part-Time Idol      | Ela mesma      | Cameo (Episódio 5) |         |
| 2019      | Crônicas de Arthdal | Sae Na-rae     | Cameo              | [ 142 ] |
| 2021–2022 | Snowdrop            | Eun Young-ro   | Papel principal    | [ 21 ]  |
| 2025      | Newtopia            | Kang Young-joo | Papel principal    | [ 40 ]  |
| 2026      | Boyfriend on Demand | Seo Mi-rae     | Papel principal    |         |

### Apresentações em programas
| Ano       | Título                            | Notas                  | Ref.    |
| --------- | --------------------------------- | ---------------------- | ------- |
| 2017–2018 | Inkigayo                          | Com Jinyoung e Doyoung | [ 143 ] |
| 2017      | Inkigayo Super Concert in Daejeon | Com V e Jinyoung       |         |

### Aparições em videoclipes
| Ano  | Título                    | Artista               | Diretor | Duração | Ref.    |
| ---- | ------------------------- | --------------------- | ------- | ------- | ------- |
| 2014 | "Spoiler + Happen Ending" | Epik High             | —       | 5:29    | [ 144 ] |
| 2014 | "I'm Different"           | Hi Suhyun part. Bobby | —       | 3:36    | [ 144 ] |

## Concertos e turnês
Turnês Fanmeeting
- Lights, Love, Action! (2025)

## Prêmios e indicações
| Cerimônia de premiação           | Ano  | Categoria                                     | Indicado(s) / Trabalho(s) | Resultado | Ref.    |
| -------------------------------- | ---- | --------------------------------------------- | ------------------------- | --------- | ------- |
| Asia Artist Awards               | 2023 | Prêmio de Popularidade – Cantor (Feminino)    | Jisoo                     | Indicado  | [ 145 ] |
| Asian Pop Music Awards           | 2023 | Melhor Artista Feminina (Estrangeiro)         | Jisoo                     | Venceu    | [ 147 ] |
| Asian Pop Music Awards           | 2023 | Canção do Ano (Estrangeiro)                   | "Flower"                  | Venceu    | [ 147 ] |
| Asian Pop Music Awards           | 2023 | Top 20 Canções do Ano (Estrangeiro)           | "Flower"                  | Venceu    | [ 147 ] |
| Asian Pop Music Awards           | 2023 | Prêmio People's Choice (Estrangeiro)          | Me                        | 4º lugar  | [ 147 ] |
| Asian Pop Music Awards           | 2023 | Melhor Performance de Dança (Estrangeiro)     | "Flower"                  | Indicado  | [ 148 ] |
| Asian Pop Music Awards           | 2023 | Melhor Videoclipe (Estrangeiro)               | "Flower"                  | Indicado  | [ 148 ] |
| Blue Dragon Series Awards        | 2022 | Melhor Atriz                                  | Snowdrop                  | Listado   | [ 149 ] |
| Blue Dragon Series Awards        | 2022 | Melhor Atriz Coadjuvante                      | Snowdrop                  | Listado   | [ 149 ] |
| Blue Dragon Series Awards        | 2022 | Revelação do Ano                              | Snowdrop                  | Listado   | [ 149 ] |
| Brand of the Year Awards         | 2023 | Cantora Solo Feminina do Ano                  | Jisoo                     | Venceu    | [ 150 ] |
| Circle Chart Music Awards        | 2024 | Artista do Ano – Streaming Global             | "Flower"                  | Venceu    | [ 151 ] |
| Circle Chart Music Awards        | 2024 | Artista do Ano – Digital                      | "Flower"                  | Indicado  | [ 152 ] |
| Circle Chart Music Awards        | 2024 | Artista do Ano – Streaming de Ouvintes Únicos | "Flower"                  | Indicado  | [ 152 ] |
| Circle Chart Music Awards        | 2024 | Prêmio Mubeat Escolha Global – Feminino       | Jisoo                     | Indicado  | [ 153 ] |
| The Fact Music Awards            | 2021 | Fan N Star Escolha Individual                 | Jisoo                     | Listado   | [ 154 ] |
| The Fact Music Awards            | 2023 | Melhor Música (Primavera)                     | "Flower"                  | Indicado  | [ 155 ] |
| The Fact Music Awards            | 2023 | Prêmio de Popularidade Idolplus               | Jisoo                     | Indicado  | [ 156 ] |
| Golden Disc Awards               | 2024 | Melhor Canção Digital (Bonsang)               | "Flower"                  | Venceu    | [ 157 ] |
| Golden Disc Awards               | 2024 | Artista Mais Popular (Feminino)               | Jisoo                     | Venceu    | [ 157 ] |
| Golden Disc Awards               | 2024 | Canção do Ano (Daesang)                       | "Flower"                  | Venceu    | [ 157 ] |
| Hanteo Music Awards              | 2024 | Artista do Ano                                | Jisoo                     | Pendente  | [ 158 ] |
| Hanteo Music Awards              | 2024 | Prêmio Artista Global                         | Jisoo                     | Pendente  | [ 159 ] |
| iHeartRadio Music Awards         | 2024 | Melhor Videoclipe                             | "Flower"                  | Pendente  | [ 160 ] |
| MAMA Awards                      | 2023 | Melhor Performance de Dança Solo Feminino     | "Flower"                  | Venceu    | [ 161 ] |
| MAMA Awards                      | 2023 | Melhor Artista Feminina                       | Jisoo                     | Venceu    | [ 161 ] |
| MAMA Awards                      | 2023 | Melhor Videoclipe                             | "Flower"                  | Venceu    | [ 161 ] |
| MAMA Awards                      | 2023 | Artista do Ano                                | Jisoo                     | Indicado  | [ 162 ] |
| MAMA Awards                      | 2023 | Canção do Ano                                 | "Flower"                  | Indicado  | [ 162 ] |
| MAMA Awards                      | 2023 | Top 10 da Escolha dos Fãs Mundiais            | Jisoo                     | Indicado  | [ 162 ] |
| Melon Music Awards               | 2023 | Melhor Solo Feminino                          | Jisoo                     | Indicado  | [ 163 ] |
| Melon Music Awards               | 2023 | Canção do Ano                                 | "Flower"                  | Indicado  | [ 163 ] |
| Melon Music Awards               | 2023 | Top 10 Artistas                               | Jisoo                     | Indicado  | [ 164 ] |
| Seoul International Drama Awards | 2022 | Melhor Atriz Coreana                          | Snowdrop                  | Venceu    | [ 23 ]  |
| Seoul International Drama Awards | 2022 | Excelente ídolo do K-Pop                      | Jisoo                     | Indicado  | [ 165 ] |
| Seoul Music Awards               | 2024 | Prêmio Principal (Bonsang)                    | Me                        | Indicado  | [ 166 ] |
| Seoul Music Awards               | 2024 | Prêmio Onda Coreana                           | Me                        | Indicado  | [ 166 ] |
| Seoul Music Awards               | 2024 | Prêmio de Popularidade                        | Me                        | Indicado  | [ 166 ] |
| Weibo Starlight Awards           | 2021 | Starlight Hall da Fama (Coreia)               | Jisoo                     | Venceu    | [ 167 ] |

### Honras estaduais
| País        | Ano  | Honra                                           | Ref.   |
| ----------- | ---- | ----------------------------------------------- | ------ |
| Reino Unido | 2023 | Mais Excelente Ordem do Império Britânico (MBE) | [ 43 ] |